# 刘韵若
刘韵若（1937年—），江苏吴江人，上海评弹团弹词演员，一级演员。14岁开始，她拜叔叔刘天韵为师学习弹词，15岁开始与堂姐刘绍祺同台演出。1954年起，加入上海市评弹演出组第九小组，与丈夫张如君长期同台演出，主要弹唱《描金凤》、《双金锭》、《蝴蝶杯》等长篇弹词作品。1958年开始，加入上海人民评弹团（今上海评弹团）表演至今。她擅长俞调、祁调风格，主要参与了《水乡春意浓》、《晴雯》、《红梅赞》、《李双双》、《春梦》、《假婿乘龙》等作品的演出。曾受到周恩来、陈云、叶剑英的接见。

## 另请参阅
- 李庆福. . 上海戏剧 (上海市文学艺术界联合会). 2003, (04)  [2019-01-18]. ISSN 0559-7277.[]